# 800 mètres masculin aux Jeux olympiques d'été de 2004 (athlétisme)
Navigation
Sydney 2000 Pékin 2008
L'épreuve du 800 mètres masculin aux Jeux olympiques de 2004 s'est déroulée du 25 au 28 août 2004 au Stade olympique d'Athènes, en Grèce. Elle est remportée par le Russe Yuriy Borzakovskiy.

## Résultats

### Finale
| Rang               | Couloir | Athlète             | Pays           | Temps         | Note |
| ------------------ | ------- | ------------------- | -------------- | ------------- | ---- |
| Médaille d'or      | 4       | Yuriy Borzakovskiy  | Russie         | 1 min 44 s 45 |      |
| Médaille d'argent  | 2       | Mbulaeni Mulaudzi   | Afrique du Sud | 1 min 44 s 61 | SB   |
| Médaille de bronze | 6       | Wilson Kipketer     | Danemark       | 1 min 44 s 65 |      |
| 4                  | 8       | Mouhssin Chehibi    | Maroc          | 1 min 45 s 16 |      |
| 5                  | 5       | Wilfred Bungei      | Kenya          | 1 min 45 s 31 |      |
| 6                  | 3       | Hezekiél Sepeng     | Afrique du Sud | 1 min 45 s 53 |      |
| 7                  | 1       | Djabir Saïd-Guerni  | Algérie        | 1 min 45 s 61 |      |
| 8                  | 7       | Ismail Ahmed Ismail | Soudan         | 1 min 52 s 49 |      |

## Légende
Records et Performances
- AR : Record continental (area record)
- CR : Record des championnats (championship record)
- MR : Record du meeting (meet record)
- NR : Record national (national record)
- OR : Record olympique (olympic record)
- PR : Record paralympique (paralympic record)
- PB : Record personnel (personal best)
- SB : Meilleure performance personnelle de la saison (season's best)
- WL : Meilleure performance mondiale de l'année (world leader)
- WJR : Record du monde junior (world junior record)
- WR : Record du monde (world record)

Circonstances et Conditions
- DNF : N'a pas terminé (did not finish)
- DNS : N'a pas pris le départ (did not start)
- DQ : Disqualification (disqualification)
- NM : Aucun essai valable enregistré (No Mark)
- Q : Qualifié « directement » au prochain tour (ou à la prochaine compétition), lors d'une compétition majeure, grâce au classement ou à la réalisation des minima (automatic qualifier)
- q : Qualifié au prochain tour (ou à la prochaine compétition), lors d'une compétition majeure, grâce au repêchage ou à la réalisation de l'une des meilleures performances parmi celles des « non qualifiés directement » (grâce au meilleur temps ou à la meilleure distance par exemple) (secondary qualifier)